# Акланд, Энтони
Сэр Энтони Артур Акланд (англ. Antony Arthur Acland; 12 марта 1930 — 8 сентября 2021) — британский дипломат.

## Биография
Учился в Итонском колледже и Крайст-Чёрч Оксфорда (магистр, 1956).
В 1953—1991 годах — на дипломатической службе.
В 1975—1977 годах — посол Великобритании в Люксембурге.
В 1977—1979 годах — посол Великобритании в Испании.
В 1979—82 гг. возглавлял Объединённый разведывательный комитет.
В 1982—1986 годах — глава дипломатической службы, постоянный заместитель министра иностранных дел Великобритании.
В 1986—1991 годах — посол Великобритании в США.
В 1991—2000 годах — ректор Итонского колледжа.
Входил в состав управляющих фонда Ditchley.

## Награды и признание
989-й рыцарь ордена Подвязки (23.4.2001), рыцарь Большого креста ордена Святого Михаила и Святого Георгия (1986, рыцарь-командор 1982, кавалер 1976), рыцарь Большого креста Королевского Викторианского ордена.
Почётная степень доктора права (LL.D.) Эксетерского университета (1988).